# Pithomyces flavus
Pithomyces flavus är en svampart som beskrevs av Berk. & Broome 1875. Pithomyces flavus ingår i släktet Pithomyces och familjen Pleosporaceae.   Inga underarter finns listade i Catalogue of Life.